# Francisca van Châtillon
Francisca van Châtillon (1452 — 1481) was van 1455 tot aan haar dood gravin van Périgord, burggravin van Limoges en vrouwe van Avesnes en Châlus. Ze behoorde tot het Huis Châtillon.

## Levensloop
Francisca was de dochter van Willem van Châtillon uit diens huwelijk met Isabella, dochter van graaf Bertrand V de la Tour d'Auvergne. Na de dood van haar vader erfde ze in 1455 het graafschap Périgord, het burggraafschap Limoges en de heerlijkheden Avesnes en Châlus. Via haar vader kon Francisca eveneens aanspraak maken op het hertogdom Bretagne.
In 1470 huwde ze met Alain van Albret (1440-1522), graaf van Graves en burggraaf van Tartas. Een jaar na het huwelijk werd Alain na de dood van zijn vader Jan I ook heer van Albret. Uit hun huwelijk zijn zeven kinderen bekend:
- Jan (1469-1516), graaf van Périgord, vanaf 1484 koning iure uxoris van Navarra na zijn huwelijk met koningin Catharina van Navarra
- Gabriel (overleden in 1503), heer van Avesnes-sur-Helpe
- Amanieu (1478-1520), kardinaal en bisschop van Pamiers, Comminges en Lescar
- Charlotte (1480-1514), huwde in 1500 met Cesare Borgia
- Peter, graaf van Périgord
- Louise (overleden in 1531), burggravin van Limoges, huwde in 1495 met Karel I van Croÿ
- Isabella, huwde in 1494 met graaf Gaston van Foix-Candale

Francisca van Châtillon overleed in 1481. Haar oudste zoon Jan volgde haar op als graaf van Périgord.